# Cecil Baugh
Pour les articles homonymes, voir Baugh.
Cecil Baugh (né le 22 novembre 1908 dans la paroisse de Portland et mort le 28 juin 2005) est un sculpteur et céramiste jamaïcain.
Il est le plus célèbre potier de la Jamaïque, un des fondateurs de l’École nationale des arts, à qui l’on crédita l’inspiration artistique de toute une nouvelle génération de peintres ou de sculpteurs dans les années 1960 et 1970,.

## Distinctions
- Ordre de Jamaïque
- Ordre de la Distinction